# Plaza de toros de Móstoles
La plaza de toros de Móstoles es el coso taurino de Móstoles (Comunidad de Madrid, España). Posee plazas para 5 000 espectadores, y además de corridas de toros, es utilizado para otras actividades artísticas y de ocio.

## Historia
Tras ganar el concurso convocado por el Ayuntamiento de Móstoles en marzo de 1993, el diseño de la plaza, orientado como un edificio polivalente de ocio y espectáculos, se aprobó bajo la dirección de los arquitectos Javier Casado Terán, Mauro Barrientos González y Jesús Ramos Paños.
La construcción fue ejecutada entre noviembre de 1994 y mayo de 1995. Fue inaugurado el 12 de mayo de 1995, con un cartel que incluía a los toreros Rafael Camino, Jesulín de Ubrique y Finito de Córdoba, con toros de Bernardino Piris.
El edificio se ha usado para albergar conciertos, festivales y otras actividades de ocio a lo largo de su historia, incluidos eventos deportivos.
El programa de TVE Grand Prix del Verano, se grabó en el verano del año 2000 en la plaza de toros de Móstoles.
El 1 de diciembre de 2005, se produjo un accidente de helicóptero, cuando un helicóptero que acababa de despegar desde la plaza se precipitó contra el suelo. A bordo viajaban seis personas, entre ellas el presidente del Partido Popular, Mariano Rajoy, y la presidenta de la Comunidad de Madrid, Esperanza Aguirre. No hubo víctimas mortales y solamente dos pasajeros resultaron heridos leves.
En 2014 se celebró la última corrida de toros antes de ser suspendidas durante 10 años. En 2024 la plaza volvió a ser usada para actividades taurinas.

## Características
Con un diseño similar al de un anfiteatro, tiene capacidad para 5 000 espectadores. Su ruedo tiene un diámetro aproximado de 48 m, rodeado por graderíos que alcanzan los 14 m de altura en su parte oeste, mientras que la parte más baja, situada al este, tiene 6 m de altura.
Está ubicado cerca una de las entradas principales de Móstoles, y junto al Hospital Universitario Rey Juan Carlos. 
La estación de metro más cercana es la de Universidad Rey Juan Carlos . La conexión para llegar a MetroSur se hace desde la Línea  del Metro de Madrid, en la parada Puerta del Sur
Se puede acceder a la plaza de toros por la autovía  A-5  (Autovía de Extremadura) , y por la autovía  (Villaviciosa de Odón- Fuenlabrada)